# Plagiochila rudolfii
Plagiochila rudolfii là một loài rêu trong họ Plagiochilaceae. Loài này được Pocs mô tả khoa học đầu tiên năm 1988.